# Daniel Bachmann
Daniel Bachmann (Wiener Neustadt, 9 luglio 1994) è un calciatore austriaco, portiere del Deportivo La Coruña, in prestito dal Watford.

## Caratteristiche tecniche
Bachmann è un portiere bravo nel parare i rigori.

## Carriera

### Club

#### Inizi in patria, Stoke e anni in prestito
Dopo avere militato nelle giovanili dell'Admira Wacker M., dello Sturm Graz e dell'Austria Vienna, nel 2011 viene acquistato dallo Stoke City. Dopo avere militato nell'Under-21 del club, il 4 agosto 2014 viene ceduto in prestito ai gallesi del Wrexham fino a gennaio. In gennaio il prestito viene esteso sino al termine della stagione.
Il 28 luglio 2015 viene ceduto nuovamente in prestito, questa volta agli scozzesi del Ross County. In terra scozzese non trova molto spazio e il 31 agosto seguente viene richiamato dai potters.
Il 27 ottobre 2015 viene ceduto al Bury in prestito per un mese. Dopo avere rinnovato il prestito il 25 novembre seguente, a gennaio torna allo Stoke. Il 30 aprile 2016 viene convocato per la prima volta in prima squadra dai biancorossi in occasione della sfida pareggiata 1-1 contro il Crystal Palace.
L'11 luglio 2016 rinnova il suo contratto per un altro anno con lo Stoke. Nemmeno nel 2016-2017 riesce a conseguire il proprio debutto con il club e a fine anno rimane svincolato.

#### Watford e prestito al Kilmarnock
Il 1º luglio 2017 firma per il Watford.
Dopo una stagione senza presenze in quel di Londra, l'8 agosto 2018 viene ceduto in prestito al Kilmarnock.
A fine prestito fa ritorno al Watford, con cui esordisce il 4 gennaio 2020 nel pareggio per 3-3 contro il Tranmere in FA Cup. Gioca anche la sfida di ritorno, persa per 2-1 dai suoi ai supplementari e che sancisce l'eliminazione della sua squadra.
A seguito di una stagione 2019-2020 da riserva e culminata con la retrocessione del club, l'anno successivo gli hornets militano in Championship, campionato in cui lui esordisce nel successo per 2-0 contro l'Huddersfield Town del 16 gennaio 2021. Da quella partita in poi s'impone come estremo difensore titolare dei londinesi al posto del veterano Ben Foster, contribuendo alla promozione in Premier del club subendo solo 13 reti in 23 partite e tenendo per 13 volte la rete inviolata.

#### Prestito al Deportivo La Coruña
Il 12 agosto 2025 passa in prestito al Deportivo La Coruña, militante in Segunda División.

### Nazionale
Dopo avere rappresentato le selezioni giovanili austriache dall'under-16 all'under-19, il 12 giugno 2015 esordisce con l'under-21 contro la Bulgaria.
Il 3 novembre 2015 viene convocato per la prima volta in nazionale maggiore. Viene inserito nella lista dei pre-convocati per Euro 2016, salvo poi venire escluso dai 23 finali. Convocato per gli Europei nel 2021, esordisce con la selezione austriaca il 2 giugno nell'amichevole pre-manifestazione persa 1-0 contro l'Inghilterra.

## Statistiche

### Presenze e reti nei club
Statistiche aggiornate al 12 agosto 2025.
| Stagione            | Squadra             | Campionato        | Campionato | Campionato | Coppe nazionali | Coppe nazionali | Coppe nazionali | Coppe continentali | Coppe continentali | Coppe continentali | Altre coppe | Altre coppe | Altre coppe | Totale | Totale | Totale |
| Stagione            | Squadra             | Comp              | Pres       | Reti       | Comp            | Pres            | Reti            | Comp               | Pres               | Reti               | Comp        | Pres        | Reti        | Pres   | Reti   |        |
| ------------------- | ------------------- | ----------------- | ---------- | ---------- | --------------- | --------------- | --------------- | ------------------ | ------------------ | ------------------ | ----------- | ----------- | ----------- | ------ | ------ | ------ |
| 2013-2014           | Stoke City          | PL                | 0          | 0          | FACup+CdL       | 0               | 0               | -                  | -                  | -                  | -           | -           | -           | 0      | 0      |        |
| 2014-2015           | Wrexham             | FC                | 15         | -16        | FACup+CdL       | -               | -               | -                  | -                  | -                  | -           | -           | -           | 15     | -16    |        |
| lug.-ago. 2015      | Ross County         | SP                | 1          | -1         | SC+CdL          | 0+1             | 0 + -1          | -                  | -                  | -                  | -           | -           | -           | 2      | -2     |        |
| set.-ott. 2015      | Stoke City          | PL                | 0          | 0          | FACup+CdL       | 0               | 0               | -                  | -                  | -                  | -           | -           | -           | 0      | 0      |        |
| ott. 2015-gen. 2016 | Bury                | FL1               | 8          | -13        | FACup+CdL       | 2+0             | 0               | -                  | -                  | -                  | -           | -           | -           | 10     | -13    |        |
| gen.-giu. 2016      | Stoke City          | PL                | 0          | 0          | FACup+CdL       | 0               | 0               | -                  | -                  | -                  | -           | -           | -           | 0      | 0      |        |
| 2016-2017           | Stoke City          | PL                | 0          | 0          | FACup+CdL       | 0               | 0               | -                  | -                  | -                  | -           | -           | -           | 0      | 0      |        |
| Totale Stoke City   | Totale Stoke City   | Totale Stoke City | 0          | 0          |                 | 0               | 0               |                    | -                  | -                  |             | -           | -           | 0      | 0      |        |
| 2017-2018           | Watford             | PL                | 0          | 0          | FACup+CdL       | 0               | 0               | -                  | -                  | -                  | -           | -           | -           | 0      | 0      |        |
| 2018-2019           | Kilmarnock          | SP                | 25         | -18        | CS+CdL          | 2+1             | -1 + -3         | -                  | -                  | -                  | -           | -           | -           | 28     | -22    |        |
| 2019-2020           | Watford             | PL                | 0          | 0          | FACup+CdL       | 2+0             | -5              | -                  | -                  | -                  | -           | -           | -           | 2      | -5     |        |
| 2020-2021           | Watford             | FLC               | 23         | -13        | FACup+CdL       | 1+2             | -1 + -4         | -                  | -                  | -                  | -           | -           | -           | 26     | -18    |        |
| 2021-2022           | Watford             | PL                | 12         | -28        | FACup+CdL       | 1+0             | -4              | -                  | -                  | -                  | -           | -           | -           | 13     | -32    |        |
| 2022-2023           | Watford             | FLC               | 45         | -51        | FACup+CdL       | 0               | 0               | -                  | -                  | -                  | -           | -           | -           | 45     | -51    |        |
| 2023-2024           | Watford             | FLC               | 27         | -31        | FACup+CdL       | 3+0             | -4              | -                  | -                  | -                  | -           | -           | -           | 30     | -35    |        |
| 2024-2025           | Watford             | FLC               | 22         | -28        | FACup+CdL       | 0               | 0               | -                  | -                  | -                  | -           | -           | -           | 22     | -28    |        |
| Totale Watford      | Totale Watford      | Totale Watford    | 129        | -151       |                 | 9               | -18             |                    | -                  | -                  |             | -           | -           | 138    | -169   |        |
| 2025-2026           | Deportivo La Coruña | SD                | -          | -          | CR              | -               | -               | -                  | -                  | -                  | -           | -           | -           | -      | -      |        |
| Totale carriera     | Totale carriera     | Totale carriera   | 178        | -199       |                 | 15              | -23             |                    | -                  | -                  |             | -           | -           | 193    | -222   |        |

### Cronologia presenze e reti in nazionale
| Cronologia completa delle presenze e delle reti in nazionale ― Austria | Cronologia completa delle presenze e delle reti in nazionale ― Austria | Cronologia completa delle presenze e delle reti in nazionale ― Austria | Cronologia completa delle presenze e delle reti in nazionale ― Austria | Cronologia completa delle presenze e delle reti in nazionale ― Austria | Cronologia completa delle presenze e delle reti in nazionale ― Austria | Cronologia completa delle presenze e delle reti in nazionale ― Austria | Cronologia completa delle presenze e delle reti in nazionale ― Austria |
| Data                                                                   | Città                                                                  | In casa                                                                | Risultato                                                              | Ospiti                                                                 | Competizione                                                           | Reti                                                                   | Note                                                                   |
| ---------------------------------------------------------------------- | ---------------------------------------------------------------------- | ---------------------------------------------------------------------- | ---------------------------------------------------------------------- | ---------------------------------------------------------------------- | ---------------------------------------------------------------------- | ---------------------------------------------------------------------- | ---------------------------------------------------------------------- |
| 2-6-2021                                                               | Middlesbrough                                                          | Inghilterra                                                            | 1 – 0                                                                  | Austria                                                                | Amichevole                                                             | -1                                                                     |                                                                        |
| 6-6-2021                                                               | Vienna                                                                 | Austria                                                                | 0 – 0                                                                  | Slovacchia                                                             | Amichevole                                                             | -                                                                      |                                                                        |
| 13-6-2021                                                              | Bucarest                                                               | Austria                                                                | 3 – 1                                                                  | Macedonia del Nord                                                     | Euro 2020 - 1º turno                                                   | -1                                                                     |                                                                        |
| 17-6-2021                                                              | Amsterdam                                                              | Paesi Bassi                                                            | 2 – 0                                                                  | Austria                                                                | Euro 2020 - 1º turno                                                   | -2                                                                     | 67’                                                                    |
| 21-6-2021                                                              | Bucarest                                                               | Ucraina                                                                | 0 – 1                                                                  | Austria                                                                | Euro 2020 - 1º turno                                                   | -                                                                      |                                                                        |
| 26-6-2021                                                              | Londra                                                                 | Italia                                                                 | 2 – 1 dts                                                              | Austria                                                                | Euro 2020 - Ottavi di finale                                           | -2                                                                     |                                                                        |
| 1-9-2021                                                               | Chișinău                                                               | Moldavia                                                               | 0 – 2                                                                  | Austria                                                                | Qual. Mondiali 2022                                                    | -                                                                      |                                                                        |
| 4-9-2021                                                               | Haifa                                                                  | Israele                                                                | 5 – 2                                                                  | Austria                                                                | Qual. Mondiali 2022                                                    | -5                                                                     | 90+1’                                                                  |
| 7-9-2021                                                               | Vienna                                                                 | Austria                                                                | 0 – 1                                                                  | Scozia                                                                 | Qual. Mondiali 2022                                                    | -1                                                                     |                                                                        |
| 9-10-2021                                                              | Tórshavn                                                               | Fær Øer                                                                | 0 – 2                                                                  | Austria                                                                | Qual. Mondiali 2022                                                    | -                                                                      |                                                                        |
| 12-10-2021                                                             | Copenaghen                                                             | Danimarca                                                              | 1 – 0                                                                  | Austria                                                                | Qual. Mondiali 2022                                                    | -1                                                                     |                                                                        |
| 12-11-2021                                                             | Klagenfurt am Wörthersee                                               | Austria                                                                | 4 – 2                                                                  | Israele                                                                | Qual. Mondiali 2022                                                    | -2                                                                     |                                                                        |
| 29-3-2022                                                              | Vienna                                                                 | Austria                                                                | 2 – 2                                                                  | Scozia                                                                 | Amichevole                                                             | -2                                                                     | 87’                                                                    |
| 7-9-2023                                                               | Linz                                                                   | Austria                                                                | 1 – 1                                                                  | Moldavia                                                               | Amichevole                                                             | -1                                                                     |                                                                        |
| Totale                                                                 |                                                                        | Presenze                                                               | 14                                                                     |                                                                        | Reti                                                                   | -18                                                                    |                                                                        |